# 前川友吾
前川 友吾（まえがわ ゆうご、1997年5月23日 - ）は、日本の起業家。株式会社Jin代表取締役CEO、一般社団法人全日本青少年eスポーツ協会/Gameic代表理事、公益財団法人ルイ・パストゥール医学研究センター特任研究員等を務める人物である。
2020年に学生eスポーツ協会「Gameic」を設立し、国内のeスポーツ振興に携わっているほか、2022年にはIT企業「FluxerEntertainment株式会社」（後に株式会社Jinに改称）を創業した。
同社において適応型統合リソースアーキテクチャ (AURA) と称するAI開発モデルを開発し、企業の業務効率化を支援するAIソリューション事業を展開している。
2025年2月3日付で株式会社Jinの代表取締役CEOに就任し、「日本の業務効率を100倍にする」というビジョンの下でAIカスタムソフトウェア事業を牽引している。

## 経歴
- 1997年： 大阪府豊中市に生まれる。
- 2020年2月： 全日本青少年eスポーツ協会/Gameicを設立し、代表理事に就任。COVID-19流行下には国内初のチャリティーオンラインeスポーツ大会を企画し、その収益を奨学金団体「あしなが育英会」へ全額寄付する社会貢献活動も行ったとされる[4]。
- 2021年： 公益財団法人ルイ・パストゥール医学研究センターの研究員に着任（肩書は「AI・eスポーツ特任研究員」）[5]。同年、Gameicは高校・大学生を中心に会員数を拡大し、発足から1年足らずで日本最大級の学生eスポーツ団体へと成長した。
- 2022年3月： FluxerEntertainment株式会社を創業し、取締役に就任。eスポーツ業界出身者を中心メンバーとしたチームで、デジタル技術を活用した業務効率化ソリューションの開発を開始した。
- 2023年： 自社のAI開発モデル**「AURA（適応型統合リソースアーキテクチャ）」**の開発に着手。企業の業務プロセスを分析し、AIとロボティクスを組み合わせて最適な自動化ソリューションを提供する同モデルを構築した。また、障がい者の就労支援現場向けに、生成AI技術を活用した学習支援プラットフォーム「ZIRITSU AI」を開発・提供開始した。

- 2025年2月： 自身の企業を**「株式会社Jin」**に社名変更し、同社の代表取締役CEOに就任。以降、企業向けAIカスタムソフトウェア（ACS）のAIによるDX事業を本格化させ、他企業との協業やパートナーシップを通じて中小企業の業務効率化に取り組んでいる。

## 活動・業績
- eスポーツ分野： 前川は若年層へのeスポーツ振興に注力しており、協会設立後は全国の高校・大学のeスポーツ関連団体と連携して活動している。Gameicでは、学生プレイヤーやチームを公式に認証する「認証団体制度」や、アマチュア大会を支援する「公認大会制度」を創設し、2021年時点で全国60の大学・約590の団体が加盟する日本最大級のeスポーツ協会へと成長を遂げた。また、2021年には大阪府東大阪市と連携し、ひきこもり支援にeスポーツを活用する協定を締結するなど、eスポーツを通じた社会課題の解決にも寄与している。
- AIビジネス分野： 起業家として前川は、**「テクノロジーで社会をもっとスムーズにする」ことを掲げ、障がい者支援や教育領域でのAI活用にも取り組む。開発したスキル習得・就労支援サービス「ZIRITSU」では、ゲーム感覚でITスキルや資格の学習が行えるプラットフォームを提供し、福祉現場から一般のビジネスパーソンまで幅広い層のスキルアップを支援している。さらに、企業の業務プロセスに適応するAIソリューション「AURA」**を提唱し、AIとRPA（ロボティック・プロセス・オートメーション）技術の統合により日常業務の90%以上を自動化することを目指すモデルを開発した。このAURAを核としたACS（AIカスタムソフトウェア）事業によって、福祉・障がい者就労支援施設における膨大な書類業務の削減や、中小企業の生産性向上など、様々な分野で業務効率化の実績を上げている

## メディア出演
ラジオ
- 2021年8月20日（金）　TBSラジオ（FM90.5 ＋ AM954）金曜ボイスログ
- 2022年4月30日（土）　J-WAVE（FM81.3）HITACHI BUTSURYU TOMOLAB.〜TOMORROW LABORATORY
- 2022年5月6日（金）　Fm yokohama（FM84.7）F.L.A.G.
- 2022年6月10日（金）　TBSラジオ（FM90.5 ＋ AM954）金曜ボイスログ

雑誌
- 『月刊ローチケ／月刊HMV&BOOKS』2月15日号（2022年）
- ふくおか経済 vol.403　2022年3月号

新聞
- 学生新聞　2020年10月1日号
- トラベルニュースat　2021年9月10日号
- 産経新聞　2021年12月15日号朝刊

Webメディア（※）
- ・2021年9月24日　CNET Japan  　“ひきこもり相談でeスポーツ活用--日本学生esports協会と東大阪市が連携協定を締結”
- ・2021年10月22日　助成金制度推進センター 　“「eスポーツと生きる時代に向けて」前川友吾氏オンラインセミナー”
- ・2021年11月12日　豪田ヨシオ部 　“日本学生esports協会　若い世代にSDGs認知拡大・社会貢献活動を推進「ゲームで世界を救う」”
- ・2021年12月14日　産経west（産経新聞社） 　“ひきこもり解決にｅスポーツ　東大阪市が学生団体と協定”
- ・2022年2月8日　4Gamer.net 　“福岡で開催されたeスポーツビジネス講演会の模様が公開”
- 日本ネット経済新聞　2022年2月24日号
- ・2022年3月31日　COOL CHOICE（環境省 気候変動×スポーツについてのメディア） 　“持続可能な未来に向けて、若い世代が取り組む“eco”なeスポーツ。”
- ・2022年5月4日　Spinart（スピナート） 　“「ステキ」をベースに考えるインディーズ・マーケの肝　eスポーツとともに目指す未来”
- ・2022年6月2日　KEIEISHA TERRACE 　“とことん観察マーケティング第70回　eスポーツとともに目指す未来”

講演
- 2021年10月22日（金）  助成金制度推進センターオンライン講演会　あしたのミカタ　「eスポーツと生きる時代に向けて」
- 2021年11月30日（火）  三世代会議vol.1（オンライン）
- 2022年1月26日（水）  西鉄グランドホテルビジネス講座2022　CS entertainment eスポーツビジネス講演会
- 2021年12月14日（火）  三世代会議vol.2（オンライン）
- 2022年4月27日（水）  eスポーツと生きる時代へ　新しい世界を切り開く「3,000億円市場」との関わり方
- 2022年5月28日（土）  新時代の幕開け　知らないでは済まされない「eスポーツ経済」

イベント
- 第1回 esports BizContest～Evolving esports～　メンター
- 第2回 esports BizContest～Evolving esports～　メンター
- TBSラジオ 金曜ボイスログ 公開収録  in 日立物流 LOGISTEED CAFÉ
- 第2回プログラミングスタジアム[6]　審査員

※「日本学生esports協会 / Gameic」・「全日本青少年eスポーツ協会 / Gameic」からのプレスリリース 及びその転載記事は割愛
| スタブアイコン | サブスタブ | この項目は、まだ閲覧者の調べものの参照としては役立たない、人物に関連した書きかけの項目です。この項目を加筆・訂正などしてくださる協力者を求めています（P:人物伝/PJ:人物伝）。 |